# Nayoro
Nayoro (名寄市 Nayoro-shi?, Ainu: Nay Oro som betyder "i mitten av dalen") är en stad i Kamikawa subprefektur på ön Hokkaido i Japan. Staden fick stadsrättigheter 1956.
Här arrangeras en årlig internationell snöskulpturtävling.